# Maria
Maria ist ein weiblicher Vorname. Als zusätzlicher, nachgeordneter Vorname kann er auch von Männern getragen werden.

## Herkunft und Bedeutung
Beim Namen Maria handelt es sich um die lateinische Variante des hebräischen Namens מִרְיָם mirjām. Die Bedeutung des Namens ist nicht vollkommen geklärt. Als Deutungsmöglichkeiten werden diskutiert:
- ma- + Wurzel *RĪM: „Geschenk (Gottes)“[1]
- ägyptischer Personenname Mr[j/t]-Jmn: „Geliebte Amuns“[1][2]
- Wurzel מרה: „die Widerspenstige“[1][2]
- Wurzel מרא: „Die Dicke“[1]
- mrj / mr’: „Die Fruchtbare“[2]
- alte Traditionen: יָם  jām „Meer“ und „Myrrhe“ bzw. „Stern“: „Meeresmyrrhe“, bzw. „Meeresstern“[2]

Im Neuen Testament ist es der Name der Mutter Jesu, der Maria von Magdala und der Maria von Bethanien.

## Verbreitung
Der Name Maria ist international sehr beliebt. Hervorzuheben sind Portugal, wo der Name seit mehreren Jahren Rang 1 der Hitlisten belegt, Armenien (Rang 2, Stand 2020), Spanien (Rang 4, Stand 2020) und Polen, wo er im Jahr 2021 mit Rang 11 die Top-10 knapp verfehlte.
In Deutschland gehörte der Name im ausgehenden 19. und beginnenden 20. Jahrhundert zu den beliebtesten Mädchennamen. Mit kleinen Höhepunkten in den 1950er und 1980er Jahren sank die Beliebtheit des Namens und stieg erst im 21. Jahrhundert wieder leicht an. Trotzdem geriet der Name nie völlig außer Mode. Im Jahr 2021 belegte Maria Rang 41 der beliebtesten Vornamen in Deutschland. Als Zweitname liegt Maria auf Rang 3 der Hitlisten – das Verhältnis zwischen Ruf- und Zweitnamenvergabe beträgt 1:3,5.
In der Schweiz war der Name im Jahr 2022 der häufigste Vorname unter der ständigen Wohnbevölkerung.

## Maria als männlicher Vorname
Besonders in katholischen Gebieten kam dem Namenspatron eine hohe Schutzfunktion für den Namensträger zu. Die Gottesmutter Maria galt und gilt in der katholischen Kirche als mächtige Fürsprecherin, weshalb sich der Vorname auch für Männer einbürgerte.

## Varianten

### Langformen
- Arabisch: مريم Mariam, Maryam
  - Maghreb: مريم Meriem
- Armenisch: Մարիա Maria, Մարիամ Mariam, Մարի Mari, Մերի Meri
- Baschkirisch: Мәрйәм Mæriæm
- Baskisch: Miren
- Belarussisch: Марыя Marija, Maryija
- Bosnisch: Merjem, Merjema
- Bulgarisch: Мария Marija
- Dänisch: Mari, Marie
- Deutsch: Marie
  - Sorbisch: Marja
  - Historisch: Mariamne
- Dhivehi: މަރިޔަމް Mariyam, Marijam
- Englisch: Mariah, Maleah, Marie, Mary
- Hausa: Maryamu
- Irisch: Máire, Maura, Moira, Moyra, Muire
  - Manx-Gälisch: Moirrey, Voirrey
  - Schottisch: Mhairi, Moira, Moyra, Màiri, Moire
  - Walisisch: Mair, Mari
- Estnisch: Maarja, Mari, Marje, Marju
- Fidschi: Mere
- Finnisch: Maaria, Marja, Marje, Marjo
- Französisch: Marie, Myriam
  - Bretonisch: Mari
- Georgisch: მარიამ Mariam, მარი Mari, მერი Meri
- Griechisch: Μαρία María
  - Altgriechisch: Μαριάμ Mariám, Μαριάμη Mariámē
- Hawaiianisch: Malia, Mele
- Hebräisch: מִרְיָם mirjām
- Isländisch: María
- Kasachisch: Мәриям Märijam, Mariyam
- Kiswahili: Mariamu
- Kroatisch: Marija, Mara
- Lettisch: Maija, Marija, Māra
- Litauisch: Marija
- Malaiisch: Mariam, Marija
- Maltesisch: Marija
- Maorisch: Mere
- Mazedonisch: Марија Marija
- Niederländisch: Marjo, Marie, Marja
- Norwegisch: Mari, Mari
- Persisch: مریم Mariam, Maryam, Mariyam
- Russisch: Мария Marija, Марья Marja
- Samoanisch: Mele
- Samisch: Márjá
- Schwedisch: Mari, Marie
- Serbisch: Марија Marija, Мара Mara
- Slowakisch: Mária, Miriam, Miriama
- Slowenisch: Marija, Mirjam
- Spanisch: María, Míriam, Omaria
- Tatarisch: Мәрьям Mærjam
- Tongaisch: Mele
- Tschechisch: Marie, Miriam
- Türkisch: Meryem
- Ukrainisch: Марія Marija
- Ungarisch: Mária, Mara

### Kurzformen
- Bulgarisch: Мариела Mariela, Марийка Mariyka
- Dänisch: Mai, Maiken, Maj, Maja, Majken, Maren, Mia
- Deutsch: Maja, Mareike, Mariele, Marietta, Maris, Marita, Meike, Mia, Ria
  - Friesisch: Maike, Mareike
- Englisch: Mimi
  - Irisch: Máirín, Mallaidh, Maureen
- Estnisch: Maarika, Mai, Maia, Maie, Malle, Mare, Marika, Maris
- Finnisch: Maarika, Maija, Mari, Marika, Marita, Maritta, Marjatta, Marjukka, Marjut
- Französisch: Manon, Marianne, Marielle, Mariette, Marion, Marise, Maryse
  - Bretonisch: Mai
- Georgisch: მარიკა Marika
- Griechisch: Μαρίκα Maríka, Μαριέττα Mariétta
- Isländisch: Mæja
- Italienisch: Mariella, Marietta, Mia
- Jiddisch: Mirele
- Kroatisch: Mare, Maja, Marica, Marijeta, Maša, Mia
- Lettisch: Mārīte
- Luxemburgerisch: Mrei, Reia
- Mazedonisch: Маја Maja, Маре Mare
- Niederländisch: Jet, Jette, Maaike, Marieke, Mariëlle, Mariëtte, Marijke, Marike, Maris, Mariska, Marita, Meike, Mia, Mieke, Miep, Mies, Ria
  - Afrikaans: Marietjie
- Norwegisch: Mai, Maiken, Maj, Maja, Mia
- Polnisch: Maja, Marietta, Marika, Maryla, Marysia, Marzena
- Portugiesisch: Mariazinha, Marizinha
  - Galicisch: Maruxa
- Rumänisch: Maricica
- Russisch: Маня Manja, Маруся Marusja, Маша Mascha
- Schwedisch: Maj, Maja, Majken, Marika, Mia, My
- Serbisch: Маја Maja, Марица Marica
- Slowakisch: Maja, Marika
- Slowenisch: Maja, Manca, Mare, Marica, Maruša, Maša, Mia, Mija
- Spanisch: Mariela, Marita, Mía
  - Baskisch: Maia
  - Katalanisch: Mariona, Ona
  - Lateinamerika: Maritza
- Tschechisch: Maja, Marika, Máša
- Ukrainisch: Марійка Mariyka, Маруся Marusja
- Ungarisch: Mari, Mariann, Marica, Marietta, Marika, Mariska

### Zusammengesetzte Namen
- Deutsch: Marlene, Marlies, Rosemarie, Annemarie, Annamaria
  - Diminutiv: Annemie, Amrei, Marla
- Englisch: Marlena, Marleen, Marlene, Marissa
  - Diminutiv: Marla
- Französisch: Marlène
- Italienisch: Marisa
- Niederländisch: Marleen, Annemarie
- Polnisch: Marlena
- Portugiesisch: Marisa, Mariza
- Spanisch: Marisa, Marisela, Marisol

## Namenstage
Das Fest Mariä Namen wird in der römisch-katholischen Kirche am 12. September gefeiert. Papst Innozenz XI. führte das Fest 1683 zum Dank für den Sieg über die Türken vor Wien in den römischen Generalkalender ein. Weitere mögliche Namenstage sind die zahlreichen Marienfeste.

## Namensträgerinnen

### Frauen in der Bibel (Neues Testament)
- Maria (Mutter Jesu), Mutter Jesu Christi
- Maria von Bethanien
- Maria Magdalena (auch „Maria (von) Magdala“)
- Maria Kleophae
- Maria Salome von Galiläa

### Antike Namensträgerinnen
- Maria die Jüdin (zwischen dem 1. und 3. Jahrhundert), bedeutendste Alchemistin der Antike

### Namensträgerinnen des geweihten Lebens
- Maria de Bohorques (* um 1539; † 1559), spanische evangelische Märtyrerin
- María von Ágreda (1602–1665), Visionärin und Äbtissin des Franziskanerinnenkonvents in Agreda

### Adlige Namensträgerinnen
- Maria (Tochter des Stilicho) (385–407/408), Ehefrau des Kaisers Flavius Honorius
- Maria von Antiochien († um 1307), Tochter des Fürsten Bohemund IV. von Antiochia
- Maria (Blois), ab 1231 Gräfin von Blois
- Maria (Auvergne) (1367–1434), Herzogin von Auvergne
- Maria (Boulogne) (um 1136–1182), Gräfin von Boulogne
- Maria von Geldern (Herzogin, † nach 1428), Herzogin von Geldern
- Maria von Ungarn (1505–1558), Schwester Karls V.
- Maria von Spanien (1528–1603), Tochter Karls V.
- Maria von Österreich (1531–1581), Nichte Karls V.
- Maria von Jever (1500–1575), Regentin der Herrschaft Jever
- Maria von Luxemburg (1304–1324), Königin von Frankreich
- Maria von Sizilien (1362–1401), Königin von Sizilien
- Maria Stuart (1542–1587), schottische und französische Königin
- Maria Theresia (1717–1780), österreichische Kaiserin
- Maria von Trapezunt (auch Maria Megale Komnena; vor 1404–1439), dritte Gemahlin des byzantinischen Kaisers Johannes VIII. Palaiologos
- Maria I. (England) (1516–1558), Königin von England
- Maria Komnene von Byzanz (vor 1144–1190), Königin von Ungarn
- Maria Laskaris von Nicäa (1206–1270), Königin von Ungarn
- Maria von Ungarn (1257–1323), Königin von Neapel
- Maria von Beuthen (1282/1284–1317), Königin von Ungarn, Kroatien und Dalmatien
- Maria von Ungarn (Maria von Anjou; 1371–1395), Königin von Ungarn
- Maria von Ungarn (1505–1558), Prinzessin von Kastilien, Österreich und Burgund und Königin von Böhmen und Ungarn
- Maria Anna von Spanien (1606–1646), Infantin von Spanien und Portugal, Königin von Ungarn und Böhmen und römisch-deutsche Kaiserin
- Maria Leopoldine von Österreich-Tirol (1632–1649), Erzherzogin von Österreich, Königin von Böhmen und Ungarn und römisch-deutsche Kaiserin
- Mary, Countess of Harewood (1897–1965), britische Prinzessin und Tochter von Georg V.

### Bürgerliche Namensträgerinnen
- María Mercedes Álvarez Pontón (* 1976), spanische Distanzreiterin
- Christina-Maria Bammel (* 1973), deutsche evangelische Theologin
- Maria Bartusz (* 1987), polnische Badmintonspielerin
- Maria Beig (1920–2018), deutsche Schriftstellerin
- Gina-Maria Bethke (* 1997), deutsche Westernreiterin
- Maria Bill (* 1948), österreichische Schauspielerin
- Maria Blumencron (* 1965), österreichische Schauspielerin
- Maria Böhmer (* 1950), deutsche Politikerin
- Maria Breuer (* 1953), deutsche Fußballnationalspielerin
- Maria Callas (1923–1977), griechisch-amerikanische Opernsängerin
- Maria Chéliga-Loevy (1854–1927), polnisch-französische Schriftstellerin und Feministin
- Maria Despas (* 1967), australische Freestyle-Skierin
- Maria Duval (* 1942), deutsche Schlagersängerin
- Maria Eichwald (* 1974), kasachisch-deutsche Balletttänzerin
- Maria Epple-Beck (* 1959), deutsche Skirennläuferin
- Maria Sole Ferrieri Caputi (* 1990), italienische Fußballschiedsrichterin
- Maria Furtwängler (* 1966), deutsche Schauspielerin
- Maria Garland (1889–1967), dänische Schauspielerin
- Maria Höfl-Riesch (* 1984), deutsche Skirennläuferin
- Maria Ketikidou (* 1966), deutsche Schauspielerin
- Maria Konnikova (* 1984), russisch-amerikanische Schriftstellerin, Journalistin und Psychologin
- Maria Körber (1930–2018), deutsche Schauspielerin
- Maria Ladenburger († 2016), siehe Mordfall Maria Ladenburger
- Maria Lamprópulos (* 1981), argentinisch-griechische Pokerspielerin
- Maria Lang (1914–1991), schwedische Schriftstellerin
- Maria Lange (1904–1965), polnische Sportlerin und Dozentin
- Maria Lauber (1891–1973), Schweizer Schriftstellerin
- Maria Lenk (1915–2007), brasilianische Schwimmerin, Weltrekordhalterin
- Maria Maier (* 1954), deutsche Künstlerin
- Maria Marotta (* 1984), italienische Fußballschiedsrichterin
- María Dolores Martínez Madrona (* 1986), spanische Fußballschiedsrichterin
- Maria May (1900–1968), deutsche Textildesignerin, Modeschulleiterin
- Maria May (* 1998), US-amerikanische Tänzerin und Synchronsprecherin
- Maria Mayen (1892–1978), österreichische Kammerschauspielerin
- Maria Sibylla Merian (1647–1717), Naturforscherin und Künstlerin
- Maria Merz (1931–2017), deutsche Keramikerin
- Maria Michel (1826–1915), deutsche Schriftstellerin
- Mária Mikolajová (* 1999), slowakische Fußballspielerin
- Maria Mohr (* 1974), deutsche Filmemacherin und Hochschullehrerin
- Maria Montessori (1870–1952), italienische Reformpädagogin
- Maria Neuhauser-Loibl (1906–1985), österreichische Lyrikerin, Autorin und Übersetzerin
- Maria von Oberndorff (1867–1940), deutsche Schriftstellerin
- Maria Ohisalo (* 1985), finnische Politikerin
- Maria Pognon (1844–1925), französische Feministin
- Maria Potesil (1894–1984), österreichische Pflegemutter, „Gerechte unter den Völkern“
- Maria Quintana (* 1966), US-amerikanische Freestyle-Skierin
- Maria Schell (1926–2005), österreichische Schauspielerin
- Maria von Schmedes (1917–2003), österreichische Sängerin und Schauspielerin
- Maria Schrader (* 1965), deutsche Schauspielerin
- Maria Schwarzenbacher (1926–2003), österreichische Skirennläuferin
- Maria Sebaldt (1930–2023), deutsche Schauspielerin
- Maria Simon (* 1976), deutsche Schauspielerin
- Maria Stadler (1905–1985), deutsche Schauspielerin
- Maria Stein-Lessing (1905–1961), deutsch-südafrikanische Kunsthistorikerin und Kunstsammlerin
- Maria Vidowitsch (1877–1955), österreichische Sängerin und Jodlerin, Künstlername Mirzl Hofer
- Maria Walliser (* 1963), Schweizer Skirennläuferin
- Maria von Welser (* 1946), deutsche Journalistin und Fernsehmoderatorin
- Maria Montserrat Alvarado, mexikanisch-US-amerikanische Journalistin und Moderatorin

## Männliche Namensträger
Männliche Personen tragen den Namen Maria als ergänzenden Zweit- oder Drittnamen.
Beispiele
- José María Aznar (* 1953), spanischer Politiker
- Wolfgang Maria Bauer (* 1963), deutscher Schauspieler
- Joseph Maria Bocheński (1902–1995), polnischer Philosoph und Logiker, Dominikaner
- Francesco Maria Borzone (1625–1679), italienischer Maler
- Giovanni Maria Bottalla, gen. il Raffaellino (1613–1644), italienischer Maler
- Carlo Maria de Buonaparte (1746–1785), französischer Adeliger und Vater von Napoleon I.
- Giuseppe Maria Buonaparte (1713–1763), korsischer Politiker und Großvater Napoleons I.
- Klaus Maria Brandauer (* 1943), österreichischer Schauspieler
- Domenico Maria Canuti (1626–1684), italienischer Maler und Freskant
- Christian Heinrich Maria Drosten (* 1972), deutscher Virologe
- Timm Franz Maria Elstner (* 1942), deutscher Radio- und Fernsehmoderator
- Volker Maria Engel (* 1970), deutscher Regisseur und Theaterpädagoge
- Josemaría Escrivá (1902–1975), spanischer Priester, Gründer des Opus Dei
- Johann Maria Farina (1685–1766), italienischer Unternehmer, Erfinder des Kölnisch Wasser
- Karl-Maria Schley (1908–1980), deutscher Schauspieler
- Oskar Maria Graf (1894–1967), deutscher Schriftsteller
- Günther Maria Halmer (* 1943), deutscher Schauspieler
- Karl Maria Harrer (1926–2013), deutscher Priester und Schriftsteller
- Christoph Maria Herbst (* 1966), deutscher Comedian und Schauspieler
- Karl Maria Hettlage (1902–1995), deutscher Politiker
- Klemens Maria Hofbauer (1751–1820), tschechisch-deutscher Prediger
- Karl Maria Kertbeny (1824–1882), österreichisch-ungarischer Schriftsteller
- August Maria Knoll (1900–1963), österreichischer Jurist und Sozialreformer
- Guido Maria Kretschmer (* 1965), deutscher Modedesigner und Fernsehjuror
- Heinrich Maria Ledig-Rowohlt (1908–1992), deutscher Verleger
- Markus Maria Profitlich (* 1960), deutscher Comedian und Schauspieler
- Peter Maria Quadflieg (* 1982), deutsch-belgischer Historiker und Archivar
- Erich Maria Remarque (1898–1970), deutscher Schriftsteller
- Rainer Maria Rilke (1875–1926), österreichischer Dichter
- Rainer Maria Salzgeber (* 1969), Schweizer Sportmoderator
- Christoph Maria Schlingensief (1960–2010), deutscher Regisseur
- José María Velasco Gómez (1840–1912), mexikanischer Maler
- Carl Maria von Weber (1786–1826), deutscher Komponist
- Rainer-Maria Weiss (* 1966), deutscher Archäologe
- Karl Maria Zwißler (1900–1984), deutscher Dirigent, Generalmusikdirektor, Generalintendant und Professor

Geläufige männliche Vornamen mit der Ergänzung Maria/Marie sind im französischen Sprachraum Jean-Marie und im spanischen Sprachraum José María.

## Familienname
- De Maria
- Di Maria
- Maria (Begriffsklärung)